# Utricularia floridana
Utricularia floridana är en tätörtsväxtart som beskrevs av George Valentine Nash. Utricularia floridana ingår i släktet bläddror, och familjen tätörtsväxter. Inga underarter finns listade i Catalogue of Life.